# Casimir Pierre Perier
Casimir Pierre Perier (ur. 11 października 1777 w Grenoble, zm. 16 maja 1832 w Paryżu) – francuski polityk. W czasach Restauracji opozycjonista, drugi premier monarchii lipcowej, lider stronnictwa Oporu.

## Życiorys

### Bankier

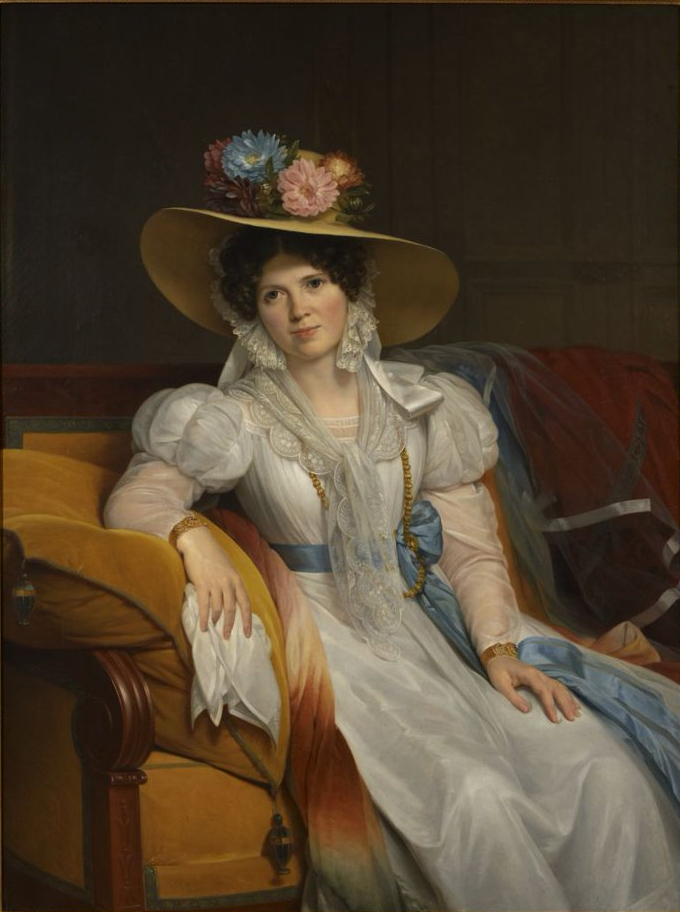
Pauline Loyer

Był czwartym synem bankiera i przemysłowca Claude'a Periera, zdeklarowanego bonapartysty, jednego z założycieli Banku Francuskiego w 1801. Razem ze swoimi braćmi uczył się w liońskim kolegium oratorianów, a w 1798 zaciągnął się do armii i walczył we Włoszech, wyróżniając się odwagą w bitwie pod San Giuliano. W 1801 zmarł jego ojciec, po którym Perier odziedziczył pokaźną fortunę i mógł, kontynuując tradycję rodzinną, otworzyć własny bank w spółce z braćmi Scipion. W 1805 ożenił się z córką bogatego obszarnika, Pauline Loyer. Mieli dwóch synów, Paula-Charles'a oraz Auguste'a. Zostawszy jedynym właścicielem swojego banku, Perier błyskawicznie zyskiwał renomę we francuskich kręgach finansowych. Zasiadał w zarządzie Banku Francuskiego oraz w trybunale handlowym dla departamentu Seine. Równie istotne były działania Periera na rzecz popularyzacji idei wolnego handlu oraz nieskrępowanego rozwoju prywatnej bankowości.

### Opozycjonista
Problematyce wspomnianej wyżej poświęconych było kilka broszur wydanych własnym sumptem przez Periera, które ożywiły dyskusję o finansach publicznych i bankowości we Francji. Ponadto w 1812 napisał on kolejną pracę, w której ostro protestował przeciw udzielaniu przez Francję wielomilionowych pożyczek zagranicznych na niesprecyzowanych bliżej warunkach. Rozpoczął również działalność polityczną, przychylnie witając powrót Burbonów i oczekując monarchii liberalnej, opartej na konstytucji. Poparł Kartę w jej pierwotnym kształcie, jednak zdecydowana wrogość wobec ultrasów uczyniła z niego jednego z przywódców opozycyjnych.
Ponownie wybierany w 1822 i 1824, wspólnie z Laffitte'em i Royer-Collardem należał do przywódców opozycji liberalnej przeciw coraz bardziej konserwatywnym rządom. Szczególnie aktywny przeciwko gabinetowi ultrasa Villèle'a. W 1827, ponownie wybrany, był rozważany jako kandydat na ministra finansów w rządzie Martignaca lub na przewodniczącego Izby. Żadnego z tych stanowisk ostatecznie nie objął, wracając w ławy opozycji w czasie walki liberalnej Izby z konserwatywnym gabinetem Polignaca. Nie brał osobistego udziału w rewolucji lipcowej jako wróg rozwiązań siłowych, pokazując ostentacyjną obojętność wobec toczących się walk. Po zwycięstwie opcji orleanistycznej poparł Ludwika Filipa.

### Partia Oporu
W pierwszych wyborach monarchii lipcowej został wybrany przewodniczącym Izby Deputowanych, jednak całą inicjatywę na tym polu oddał swojemu zastępcy Jacques'owi Laffitte. Kiedy ten ostatni został premierem, Perier wszedł do jego rządu jako minister bez teki. Od początku był ideologiem i symbolem Partii Oporu, propagując konserwatyzm obyczajowy, pokojową politykę zewnętrzną oraz całkowitą swobodę gospodarczą. Jego współpraca z Laffitte'em, związanym z konkurencyjną Partią Ruchu, była niezwykle trudna; ostatecznie jednak 13 marca 1831 to Laffitte ustąpił ze stanowiska premiera, zaś Ludwik Filip mianował na jego miejsce Periera.

### Premier

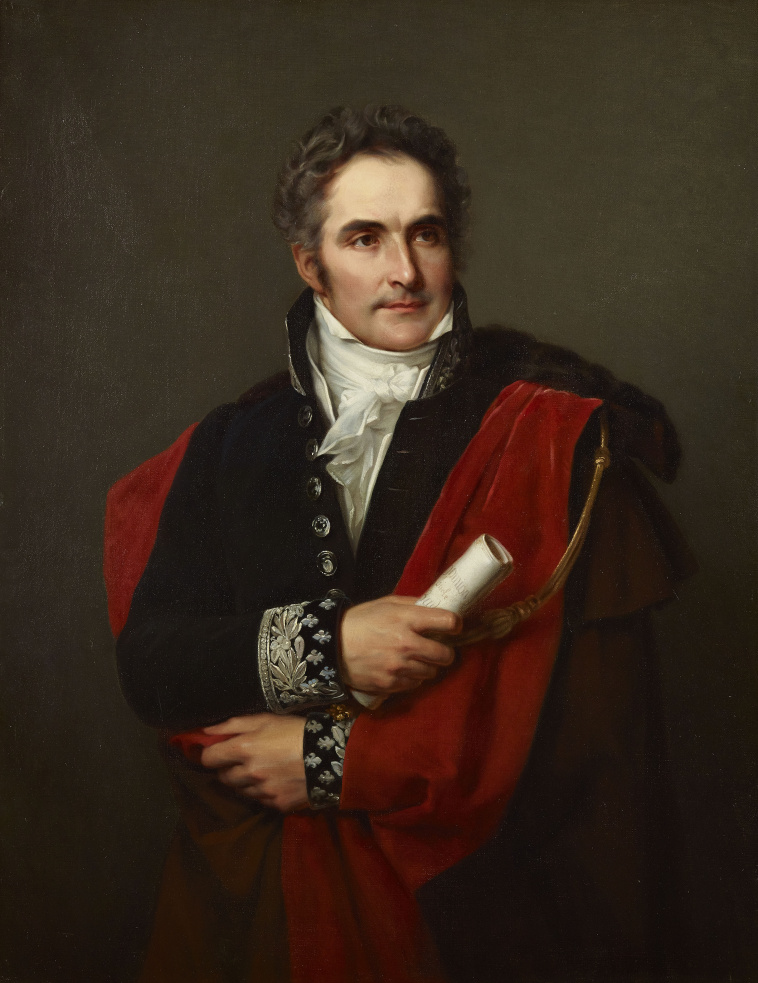
Portret Periera z 1831

Rząd Periera ukierunkowany był na przywrócenie porządku w kraju i uporządkowanie stosunków dyplomatycznych za granicą. Zdecydowanie dławił wszelkie ruchy społeczne, w tym pierwsze powstanie tkaczy liońskich, co zraziło do niego część robotników i późniejszych lewicowych historyków. Perier w istotny sposób przyczynił się do stabilizacji systemu kontrolowanego przez wielką burżuazję, przede wszystkim bankierów; obdarzony zaufaniem Ludwika Filipa mógł właściwie bez przeszkód realizować swój kurs w polityce zagranicznej i wewnętrznej, ograniczając rolę samego władcy (Perier popierał pogląd zdefiniowany następnie przez Thiersa: "król panuje, ale nie rządzi"). Przez współczesnych, jak i późniejszych historyków, uważany był za utalentowanego męża stanu, jednego z głównych architektów monarchii lipcowej. Jego program nawet po jego śmierci był kontynuowany przez Partię Oporu.
W lipcu 1831 w przyśpieszonych wyborach bez problemu uzyskał reelekcję. Wytężona praca parlamentarna i rządowa istotnie podkopała w drugiej połowie tego roku jego zdrowie. W kwietniu 1832 Perier zaraził się cholerą, odwiedzając szpital Hôtel-Dieu w czasie epidemii tej choroby w Paryżu. Zmarł 16 maja 1832 po wyczerpującej agonii. Ludwik Filip przyjął jego zgon z mieszanymi uczuciami, z jednej strony doceniając zmarłego premiera, z drugiej - ciesząc się, że odszedł człowiek dążący do zdecydowanego ograniczenia roli króla.
Jego pamięci poświęcona jest ulica w siódmym okręgu paryskim oraz aleja z jego pomnikiem na cmentarzu Père-Lachaise.